# Marie-Eve Huot
Pour les articles homonymes, voir Huot.
 (juin 2022).
La mise en forme du texte ne suit pas les recommandations de Wikipédia : il faut le « wikifier ».
Les points d'amélioration suivants sont les cas les plus fréquents. Le détail des points à revoir est peut-être précisé sur la page de discussion.
- Les titres sont pré-formatés par le logiciel. Ils ne sont ni en capitales, ni en gras.
- Le texte ne doit pas être écrit en capitales (les noms de famille non plus), ni en gras, ni en italique, ni en « petit »…
- Le gras n'est utilisé que pour surligner le titre de l'article dans l'introduction, une seule fois.
- L'italique est rarement utilisé : mots en langue étrangère, titres d'œuvres, noms de bateaux, etc.
- Les citations ne sont pas en italique mais en corps de texte normal. Elles sont entourées par des guillemets français : « et ».
- Les listes à puces sont à éviter, des paragraphes rédigés étant largement préférés. Les tableaux sont à réserver à la présentation de données structurées (résultats, etc.).
- Les appels de note de bas de page (petits chiffres en exposant, introduits par l'outil «  Source ») sont à placer entre la fin de phrase et le point final[comme ça].
- Les liens internes (vers d'autres articles de Wikipédia) sont à choisir avec parcimonie. Créez des liens vers des articles approfondissant le sujet. Les termes génériques sans rapport avec le sujet sont à éviter, ainsi que les répétitions de liens vers un même terme.
- Les liens externes sont à placer uniquement dans une section « Liens externes », à la fin de l'article. Ces liens sont à choisir avec parcimonie suivant les règles définies. Si un lien sert de source à l'article, son insertion dans le texte est à faire par les notes de bas de page.
- La présentation des références doit suivre les conventions bibliographiques. Il est recommandé d'utiliser les modèles {{Ouvrage}}, {{Chapitre}}, {{Article}}, {{Lien web}} et/ou {{Bibliographie}}. Le mode d'édition visuel peut mettre en forme automatiquement les références.
- Insérer une infobox (cadre d'informations à droite) n'est pas obligatoire pour parachever la mise en page.

Pour une aide détaillée, merci de consulter Aide:Wikification.
Si vous pensez que ces points ont été résolus, vous pouvez retirer ce bandeau et améliorer la mise en forme d'un autre article.
Marie-Eve Huot est une comédienne, autrice et metteuse en scène québécoise.

## Biographie
Diplômée de l'École nationale de théâtre du Canada en 2006, Marie-Eve Huot se tourne rapidement vers le théâtre jeune public,. En 2007, elle fonde le Théâtre Ébouriffé; une compagnie qui se consacre aux jeunes publics et avec laquelle elle crée cinq spectacles,. Nœuds papillon, son premier texte pour le théâtre, a été créé au Québec, en France, au Mexique et en Pologne,,,,. La pièce est publiée en français chez Lansman Éditeur et, en polonais, chez DramEdition,. Comme actrice, elle a joué dans plusieurs spectacles dont Assoiffés, un texte de Wajdi Mouawad, produit par le Théâtre Le Clou,. À l'automne 2021, Marie-Eve Huot devient directrice artistique de la compagnie de théâtre Le Carrousel.

## Mises en scène

### Pour Le Carrousel, compagnie de théâtre
- 2021 : Antigone sous le soleil de midi - Texte de Suzanne Lebeau[13].
- 2021 : La question du devoir - Texte d'Émilie Plazolles, Yannick Duret et Gilles Abel[14].
- 2018 : Une lune entre deux maisons - Texte de Suzanne Lebeau[15].
- 2016 : Des pieds et des mains - Texte de Martin Bellemare, une collaboration entre le Théâtre Ébouriffé et Le Carrousel[16],[17].
- 2012 : Une lune entre deux maisons - Texte de Suzanne Lebeau[18].

### Pour d'autres compagnies de théâtre
- 2014 : Nœuds papillon - Texte de Marie-Eve Huot - Théâtre Ébouriffé[19],[4].
- 2013 : Reviens! - Texte de Marie-Hélène Larose-Truchon - Dans le cadre du concours Le théâtre jeune public et la relève (Maison Théâtre, CEAD et Option Théâtre du Collège Lionel-Groulx)[20].
- 2011 : Un château sur le dos - Texte de Martin Bellemare - Théâtre Ébouriffé[21],[22].
- 2008 : Cabaret au bazar - Texte : auteurs multiples- Théâtre Ébouriffé[23],[24],[25].